# Isadora
Isadora er en britisk, biografisk spillefilm fra 1968 om den fejrede danser Isadora Duncan. Filmen er instrueret af Karel Reisz og har Vanessa Redgrave i titelrollen. For den blev hun nomineret til en Oscar for bedste kvindelige hovedrolle. Blandt andre medvirkende skal nævnes Jason Robards og James Fox.